# Dioptis charila
Dioptis charila är en fjärilsart som beskrevs av Druce 1893. Dioptis charila ingår i släktet Dioptis och familjen tandspinnare. Inga underarter finns listade i Catalogue of Life.